# Kanton Calais-3
Calais-3 is een kanton van het Franse departement Pas-de-Calais. Het kanton maakt deel uit van het arrondissement Calais.
Het kanton omvat uitsluitend een deel van de gemeente Calais.